# Czekoladowy gang
Czekoladowy gang – miniserial z 2002, w reżyserii Iana Gilmoura, adaptacja książki Bootleg autorstwa Alexa Shearera.

## Obsada
- Anthony Hammer − Smudger
- Steven Geller – Mike 'Huntley' Hunter
- Damien Bodie – Frankie Crawley
- David Roberts – Martin Burrows
- Gemma Jones – Pani Bubby
- Greg Saunders – Ron Moore
- Heli Simpson – Myrtle Jackson
- Ian Bliss – Darius Crowe
- Martin Jarvis – Pan Blades
- Rhondda Findleton – Carol Hunter
- Rosalind Hammond – Tricia Moore

## Fabuła
Film opowiada historię dwóch kolegów, Huntleya i Smudgera. W kraju rządy obejmuje nowa partia, która wkrótce zakazuje spożywania czekolady. Chłopcy tak jak większość mieszkańców nie potrafią obejść się bez tego przysmaku. Z pomocą przyjaciół zdobywają przepis i zaczynają samodzielną produkcję w podziemiu. Sprzeciwiają się w ten sposób czekoladowej prohibicji i postanawiają walczyć o przywrócenie dawnego porządku w państwie.